# Политический кризис
Политический кризис — трудное переходное состояние какой-либо общественной системы, выражающееся в перерыве в её деятельности.
Кризис представляет собой переломный момент, завершающийся позитивно для системы (её развитие) или негативно (разрушение старой системы).
БРЭ выделяет несколько типов политических кризисов:
- всей общественно-политической формации (например, кризис феодализма);
- власти (исполнительной/законодательной ветвей или отношений между ветвями);
- доверия к власти[англ.];
- отдельных политических институтов и структур;
- политического курса (включая международные кризисы[англ.]).

Политический кризис это вид организационного кризиса, признаками которого, сформулированными в 1963 году Чарльзом Херманом являются неожиданность, угроза и дефицит времени на реакцию. В уточняющих определениях для политических кризисов указывается, что значимыми угрозами для стран или регионов являются угрозы экономическому благополучию, территориальной целостности, политическому режиму, основным ценностям, военной силе и самому их существованию.
При политических кризисах наблюдается обострение социально-политических противоречий и развитие конфликтных ситуаций вплоть до нестабильности политических институтов (угрожающей их существованию), понижение управляемости экономики, протестная активность масс. Обострение политического кризиса может приводить к распаду политических институтов и наступлению безвластия.
Внутренний политический кризис — ситуация в государстве, которая сложилась из-за невозможности согласованных действий между политическими силами (партиями), следствием чего является затруднение всех законотворческих процессов и ослабление государственной власти.